# Leptogenys bidentata
Leptogenys bidentata é uma espécie de formiga do gênero Leptogenys, pertencente à subfamília Ponerinae.